# ATP Finals 2024
El Nitto ATP Finals 2024, també anomenat Copa Masters masculina 2024, és l'esdeveniment que tanca la temporada 2024 de tennis en categoria masculina. La 55a edició en individual i la 49a en dobles es celebren sobre pista dura interior, entre els dies 10 i 17 de novembre del 2024 al Pala Alpitour de Torí (Itàlia).
El tennista italià Jannik Sinner va refermar-se com a millor tennista de l'any amb la consecució de la Copa Masters per primera vegada. Va aconseguir el títol de forma contundent sense cedir cap set, fet que no passava des de l'edició de 1986 per Ivan Lendl. Aquest va ser el vuitè títol individual de la temporada. Els alemanys Kevin Krawietz i Tim Pütz també van guanyar aquest títol per primera vegada alhora que van esdevenir la parella amb menys rànquing en guanyar-lo. Aquest va ser tot just el seu segon títol de la temporada.

## Individual

### Classificació
| Núm. | Tennista                     | Grand Slam | Grand Slam | Grand Slam | Grand Slam | Masters 1000 | Masters 1000 | Masters 1000 | Masters 1000 | Masters 1000 | Masters 1000 | Masters 1000 | Masters 1000 | Masters 1000 | Altres millors resultats | Altres millors resultats | Altres millors resultats | Altres millors resultats | Altres millors resultats | Altres millors resultats | Punts  | T  |
| ---- | ---------------------------- | ---------- | ---------- | ---------- | ---------- | ------------ | ------------ | ------------ | ------------ | ------------ | ------------ | ------------ | ------------ | ------------ | ------------------------ | ------------------------ | ------------------------ | ------------------------ | ------------------------ | ------------------------ | ------ | -- |
| Núm. | Tennista                     | AUS        | RG         | WIM        | USO        | INW          | MIA          | MON          | MAD          | ROM          | CAN          | CIN          | XAN          | PAR          | 1                        | 2                        | 3                        | 4                        | 5                        | 6                        | Punts  | T  |
| 1    | Jannik Sinner 10/08/2024     | G 2000     | SF 800     | QF 400     | G 2000     | SF 0         | G 1000       | SF 400       | QF 200       | A 0          | QF 200       | G 1000       | G 1000       | A 0          | G 500                    | G 500                    | F 330                    |                          |                          |                          | 10.330 | 14 |
| 2    | Alexander Zverev 01/09/2024  | SF 800     | SF 1300    | R16 200    | QF 400     | QF 200       | SF 400       | R16 100      | R16 100      | G 1000       | QF 200       | SF 400       | R16 100      | G 1000       | G 335                    | F 330                    | SF 200                   | QF 100                   | SF 100                   |                          | 7.315  | 20 |
| 3    | Carlos Alcaraz 24/09/2024    | QF 400     | G 2000     | G 2000     | R64 50     | G 1000       | QF 200       | A 0          | QF 200       | A 0          | A 0          | R32 10       | QF 200       | R32 10       | G 500                    | SF 100                   |                          |                          |                          |                          | 6.810  | 14 |
| 4    | Daniïl Medvédev · 22/10/2024 | F 1300     | R16 200    | SF 800     | QF 400     | F 650        | SF 400       | R16 100      | QF 200       | R16 100      | R32 10       | R32 10       | QF 200       | R32 10       | SF 200                   | SF 200                   |                          |                          |                          |                          | 4.830  | 16 |
| 5    | Taylor Fritz 29/10/2024      | QF 400     | R16 200    | QF 400     | F 1300     | R16 100      | R64 10       | R64 10       | SF 400       | QF 200       | R32 50       | R64 10       | SF 400       | R32 10       | G 250                    | G 250                    | F 165                    | QF 100                   |                          |                          | 4.300  | 21 |
| −    | Novak Đoković                | SF 800     | QF 400     | F 1300     | R32 100    | R32 50       | A 0          | SF 400       | A 0          | R32 50       | A 0          | A 0          | F 650        | A 0          | SF 100                   |                          |                          |                          |                          |                          | 3.910  | 10 |
| 6    | Casper Ruud 05/11/2024       | R32 100    | SF 800     | R64 50     | R16 200    | QF 200       | R16 100      | F 650        | R16 100      | R64 10       | R16 100      | R32 10       | A 0          | R32 10       | G 500                    | F 330                    | G 250                    | F 165                    | QF 130                   | SF 100                   | 3.855  | 24 |
| 7    | Andrei Rubliov · 05/11/2024  | QF 400     | R32 100    | R128 10    | R16 200    | R32 50       | A 0          | A 0          | G 1000       | R32 50       | F 650        | QF 200       | A 0          | A 0          | G 250                    | SF 200                   | QF 100                   | QF 100                   | QF 100                   | QF 100                   | 3.760  | 26 |
| 8    | Alex de Minaur 05/11/2024    | R16 200    | QF 400     | QF 400     | QF 400     | R16 100      | R16 100      | QF 200       | A 0          | R16 100      | A 0          | A 0          | A 0          | QF 200       | G 500                    | F 330                    | SF 265                   | G 250                    | SF 200                   |                          | 3.745  | 19 |
| S1   | Grigor Dimitrov              | R32 100    | QF 400     | R16 200    | QF 400     | R16 100      | F 650        | R16 100      | R64 10       | R16 100      | R16 100      | R32 10       | R16 100      | QF 200       | G 250                    | SF 200                   | F 165                    | F 165                    |                          |                          | 3.350  | 19 |
| S2   | Stéfanos Tsitsipàs           | R16 200    | QF 400     | R64 50     | R128 10    | R16 100      | R64 10       | G 1000       | A 0          | QF 200       | A 0          | R32 50       | R16 100      | QF 200       | F 330                    | QF 100                   | QF 100                   | SF 100                   | SF 100                   |                          | 3.165  | 22 |

### Fase de grups

#### Grup Ilie Năstase
| CS | Tennista        | J. Sinner | D. Medvédev | T. Fritz      | A. de Minaur  | V − D | Sets | Jocs  | Pos. |
| 1  | Jannik Sinner   |           | 6−3, 6−4    | 6−4, 6−4      | 6−3, 6−4      | 3−0   | 6−0  | 36−22 | 1    |
| 4  | Daniïl Medvédev | 3−6, 4−6  |             | 4−6, 3−6      | 6−2, 6−4      | 1−2   | 2−4  | 26−30 | 3    |
| 5  | Taylor Fritz    | 4−6, 4−6  | 6−4, 6−3    |               | 5−7, 6−4, 6−3 | 2−1   | 4−3  | 37−33 | 2    |
| 7  | Alex de Minaur  | 3−6, 4−6  | 2−6, 4−6    | 7−5, 4−6, 3−6 |               | 0−3   | 1−6  | 27−41 | 4    |

#### Grup John Newcombe
| CS | Tennista         | A. Zverev   | C. Alcaraz  | C. Ruud       | A. Rubliov    | V − D | Sets | Jocs  | Pos. |
| 2  | Alexander Zverev |             | 7−6(5), 6−4 | 7−6(3), 6−3   | 6−4, 6−4      | 3−0   | 6−0  | 38−27 | 1    |
| 3  | Carlos Alcaraz   | 6−7(5), 4−6 |             | 1−6, 5−7      | 6−3, 7−6(8)   | 1−2   | 2−4  | 29−35 | 3    |
| 6  | Casper Ruud      | 6−7(3), 3−6 | 6−1, 7−5    |               | 6−4, 5−7, 6−2 | 2−1   | 4−3  | 39−32 | 2    |
| 8  | Andrei Rubliov   | 4−6, 4−6    | 3−6, 6−7(8) | 4−6, 7−5, 2−6 |               | 0−3   | 1−6  | 30−42 | 4    |

### Fase final
|  | Semifinals | Semifinals       | Semifinals   | Semifinals | Semifinals |              |               | Final | Final | Final | Final | Final |
|  |            |                  |              |            |            |              |               |       |       |       |       |       |
|  | 1          | Jannik Sinner    | 6            | 6          |            |              |               |       |       |       |       |       |
|  | 6          | Casper Ruud      | 1            | 2          |            |              |               |       |       |       |       |       |
|  | 6          | Casper Ruud      | 1            | 2          |            | 1            | Jannik Sinner | 6     | 6     |       |       |       |
|  |            |                  |              |            |            | 1            | Jannik Sinner | 6     | 6     |       |       |       |
|  |            | 5                | Taylor Fritz | 4          | 4          |              |               |       |       |       |       |       |
|  | 5          | 5                | Taylor Fritz | 4          | 4          | Taylor Fritz | 6             | 3     | 7     |       |       |       |
|  | 5          |                  |              |            |            | Taylor Fritz | 6             | 3     | 7     |       |       |       |
|  | 2          | Alexander Zverev | 3            | 6          | 63         |              |               |       |       |       |       |       |

## Dobles

### Classificació
| Núm. | Tennistes                                     | Punts  | Punts  | Punts  | Punts   | Punts  | Punts   | Punts   | Punts   | Punts  | Punts   | Punts   | Punts  | Punts  | Punts | Punts | Total | T  |
| Núm. | Tennistes                                     | 1      | 2      | 3      | 4       | 5      | 6       | 7       | 8       | 9      | 10      | 11      | 12     | 13     | 14    | 15    | Total | T  |
| ---- | --------------------------------------------- | ------ | ------ | ------ | ------- | ------ | ------- | ------- | ------- | ------ | ------- | ------- | ------ | ------ | ----- | ----- | ----- | -- |
| 1    | Marcelo Arévalo Mate Pavić 28/08/2024         | G 2000 | G 1000 | SF 720 | F 600   | QF 360 | SF 360  | SF 360  | G 250   | G 250  | R16 180 | SF 180  | SF 180 |        |       |       | 6.710 | 22 |
| 2    | Marcel Granollers Horacio Zeballos 29/08/2024 | G 1000 | G 1000 | SF 720 | SF 720  | F 600  | QF 360  | SF 360  | SF 360  | SF 360 | SF 360  | R16 180 | F 150  | F 150  |       |       | 6.500 | 17 |
| 3    | Wesley Koolhof Nikola Mektić 28/10/2024       | G 1000 | G 1000 | G 1000 | G 500   | QF 360 | F 300   | G 250   | R16 180 | QF 180 | SF 180  | F 150   |        |        |       |       | 5.775 | 21 |
| 4    | Simone Bolelli Andrea Vavassori 09/10/2024    | F 1200 | F 1200 | G 500  | G 500   | SF 360 | SF 360  | G 250   | R16 180 | QF 180 | QF 180  | QF 180  | QF 180 | SF 180 |       |       | 5.540 | 18 |
| 5    | Max Purcell Jordan Thompson 26/10/2024        | G 2000 | F 1200 | SF 360 | G 250   | G 250  | G 250   | R16 180 | SF 180  |        |         |         |        |        |       |       | 5.255 | 16 |
| 6    | Rohan Bopanna Matthew Ebden 28/10/2024        | G 2000 | G 1000 | SF 720 | R16 180 | QF 180 | F 150   |         |         |        |         |         |        |        |       |       | 4.860 | 16 |
| 7    | Harri Heliövaara Henry Patten 28/10/2024      | G 2000 | F 300  | G 250  | G 250   | G 250  | R16 180 | R16 180 | QF 180  | QF 180 | SF 180  | G 175   | F 150  | G 100  |       |       | 4.587 | 19 |
| 8    | Kevin Krawietz Tim Pütz 28/10/2024            | G 1200 | G 500  | QF 360 | QF 360  | SF 360 | SF 360  | F 300   | R16 180 | QF 180 | QF 180  | F 150   |        |        |       |       | 4.490 | 18 |
|      | Nathaniel Lammons Jackson Withrow             | SF 720 | G 500  | G 250  | G 250   | G 250  | R16 180 | R16 180 | QF 180  | QF 180 | QF 180  | SF 180  |        |        |       |       | 3.680 | 34 |
|      | Máximo González Andrés Molteni                | F 600  | G 500  | QF 360 | QF 360  | QF 360 | G 250   | R16 180 | SF 180  |        |         |         |        |        |       |       | 3.105 | 19 |

### Fase de grups

#### Grup Bob Bryan
| CS | Tennista                        | M. Arévalo M. Pavić | S. Bolelli A. Vavassori | R. Bopanna M. Ebden | K. Krawietz T. Pütz | V − D | Sets | Jocs  | Pos. |
| 1  | Marcelo Arévalo Mate Pavić      |                     | 6−3, 3−6, [10−3]        | 7−5, 6−3            | 3−6, 4−6            | 2−1   | 4−3  | 30−29 | 2    |
| 4  | Simone Bolelli Andrea Vavassori | 3−6, 6−3, [3−10]    |                         | 6−2, 6−3            | 5−7, 4−6            | 1−2   | 3−4  | 30−28 | 3    |
| 6  | Rohan Bopanna Matthew Ebden     | 5−7, 3−6            | 2−6, 3−6                |                     | 7−5, 6−7(6), [10−7] | 1−2   | 2−5  | 27−37 | 4    |
| 8  | Kevin Krawietz Tim Pütz         | 6−3, 6−4            | 7−5, 6−4                | 5−7, 7−6(6), [7−10] |                     | 2−1   | 5−2  | 37−30 | 1    |

#### Grup Mike Bryan
| CS | Tennista                           | M. Granollers H. Zeballos | W. Koolhof N. Mektić | M. Purcell J. Thompson | H. Heliövaara H. Patten | V − D | Sets | Jocs  | Pos. |
| 2  | Marcel Granollers Horacio Zeballos |                           | 6−4, 6−7(6), [8−10]  | 6−7(14), 3−6           | 6−7(2), 4−6             | 0−3   | 1−6  | 31−38 | 4    |
| 3  | Wesley Koolhof Nikola Mektić       | 4−6, 7−6(6), [10−8]       |                      | 6−7(1), 3−6            | 6−4, 3−6, [10−12]       | 1−2   | 3−5  | 30−36 | 3    |
| 5  | Max Purcell Jordan Thompson        | 7−6(14), 6−3              | 7−6(1), 6−3          |                        | 6−7(3), 5−7             | 2−1   | 4−2  | 37−32 | 2    |
| 7  | Harri Heliövaara Henry Patten      | 7−6(2), 6−4               | 4−6, 6−3, [12−10]    | 7−6(3), 7−5            |                         | 3−0   | 6−1  | 38−30 | 1    |

### Fase final
|  | Semifinals | Semifinals                    | Semifinals                 | Semifinals | Semifinals |                            |   | Final                   | Final | Final | Final | Final |
|  |            |                               |                            |            |            |                            |   |                         |       |       |       |       |
|  | 8          | Kevin Krawietz Tim Pütz       | 2                          | 6          | [11]       |                            |   |                         |       |       |       |       |
|  | 5          | Max Purcell Jordan Thompson   | 6                          | 3          | [9]        |                            |   |                         |       |       |       |       |
|  | 5          | Max Purcell Jordan Thompson   | 6                          | 3          | [9]        |                            | 8 | Kevin Krawietz Tim Pütz | 7     | 7     |       |       |
|  |            |                               |                            |            |            |                            | 8 | Kevin Krawietz Tim Pütz | 7     | 7     |       |       |
|  |            | 1                             | Marcelo Arévalo Mate Pavić | 65         | 6          |                            |   |                         |       |       |       |       |
|  | 1          | 1                             | Marcelo Arévalo Mate Pavić | 65         | 6          | Marcelo Arévalo Mate Pavić | 7 | 7                       |       |       |       |       |
|  | 1          |                               |                            |            |            | Marcelo Arévalo Mate Pavić | 7 | 7                       |       |       |       |       |
|  | 7          | Harri Heliövaara Henry Patten | 61                         | 64         |            |                            |   |                         |       |       |       |       |